# Chheu Teal (gmina)
Chheu Teal – gmina (khum) w zachodniej Kambodży, w prowincji Bătdâmbâng, w dystrykcie Banan. Stanowi jedną z 8 gmin dystryktu.

## Miejscowości
Na obszarze gminy położonych jest 15 miejscowości:

- Anlok Kaong
- Anlong Ta Mei
- Bat Sala
- Bay Damram
- Chamkar Svay
- Chhak Pou
- Chheu Teal
- Doung
- Enteak Chit
- Kampong Chamlang
- Kampong Srama
- Khnar
- Praboh
- Svay Prakeab
- Thkov